# بيلاروسيا في الحرب العالمية الثانية

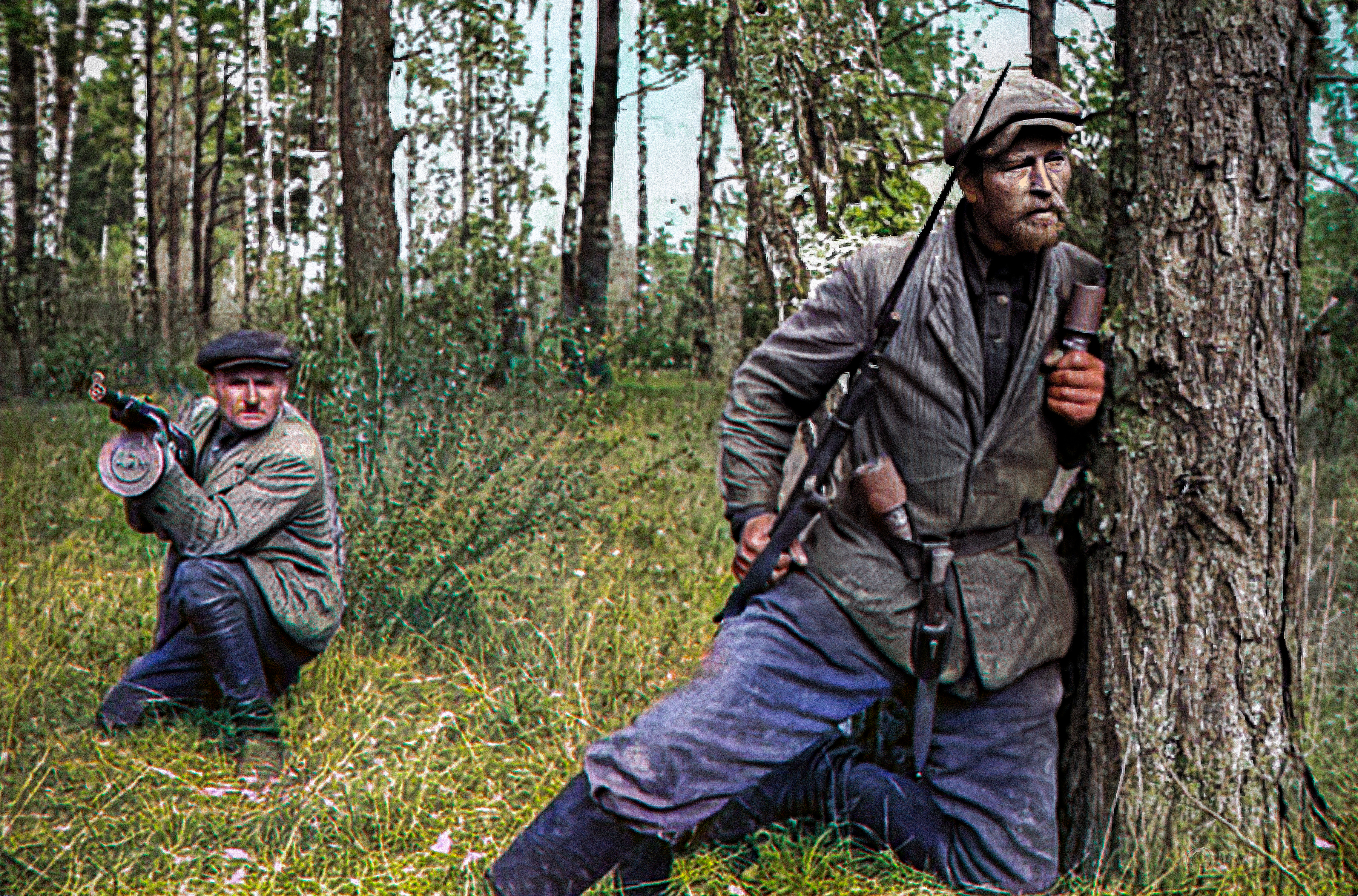
الثوار السوفييت في بيلاروسيا عام ١٩٤٣. أرشيف الدولة الروسية. يحمل الثوار على اليسار ما يبدو أنه مدفع رشاش سوفيتي من طراز PPD-40. أما رفيقه، فيحمل بندقية موسين (مع حربة مصنعية)، بالإضافة إلى حربة/خنجر ألماني (على حزام الخصر) وقنبلتين يدويتين من طراز RGD-33.

كانت بيلاروسيا (وتُعرف أيضًا باسم جمهورية بيلاروس الاشتراكية السوفياتية)، وتُعرف اليوم باسم بيلاروس أو روسيا البيضاء، جمهورية من جمهوريات الاتحاد السوفياتي عندما اندلعت الحرب العالمية الثانية. توسعت حدود بيلاروس إلى حد كبير عقب غزو بولندا عام 1939، وكسبت شكلها الحالي بعد انتهاء الحرب العالمية الثانية. عقب الهزائم العسكرية الكارثية التي مُني بها الألمان في معركتي ستالينغراد وكورسك، تأسس المجلس المركزي البيلاروسي على يد الألمان، وهو مجلس عميل لألمانيا النازية، بهدف حشد الدعم الشعبي لصالح العمليات العسكرية القاومة للسوفيات. أسس المجلس المركزي البيلاروسي بدوره كتائبًا عسكرية قوامها 20 ألف رجل، شكلت لاحقًا وزارة الدفاع البيلاروسية، وامتد نشاطها منذ 23 فبراير عام 1944 وحتى 28 أبريل عام 1945. عرضت حكومات الإدارة المحلية مساعدتها، وهي حكومات يعود تاريخ تأسيسها إلى الحقبة السوفياتية، وساهمت المنظمات العامة التي نشأت قبل الحرب أيضًا، كمنظمة الشباب البيلاروسي السوفياتي السابقة. اجتاح الجيش الأحمر البلاد بعد فترة قصيرة. دُمرت البلاد إثر الحرب، فخسرت بيلاروس جزءًا كبيرًا من تعداد سكانها ومواردها الاقتصادية. وقعت عدة معارك في بيلاروس والأراضي المجاورة، وشارك البيلاروسيون أيضًا في الصراعات الإقليمية الأخرى خلال الحرب.

## سبتمبر 1939 – يونيو 1941
وفق الاتفاق الألماني السوفياتي (اتفاق مولوتوف–روبينتروب) عام 1939، وقعت ألمانيا النازية والاتحاد السوفياتي معاهدة عدم اعتداء. ذُكرت، في إحدى بروتوكولات المعاهدة السرية، الطريقة التي اتفق عليها الطرفان بهدف تقسيم فنلندا وإستونيا ولاتفيا وليتوانيا وبولندا (الجمهورية البولندية الثانية) ورومانيا بينهما.
أثناء غزو بولندا عام 1939، غزت ألمانيا النازية والاتحاد السوفياتي بولندا وقسمتاها بينهما، واستعادتا الأراضي الأوكرانية والبيلاروسية والمولدوفية في المناطق الشمالية والشمالية الشرقية لرومانيا (القسم الشمالي من منطقة بوكوفينا وبيسارابيا).
كانت دفاعات بولندا محطمة أساسًا، فكان الانسحاب وإعادة التنظيم في المنطقة الجنوبية الشرقية (نقطة العبور الرومانية) الأمل الوحيد لبولندا، لكن في 17 سبتمبر عام 1939، انقلب الوضع بين ليلة وضحاها. غزا الجيش السوفياتي الأحمر، المؤلف من 800 ألف مقاتل موزعين على الجبهتين البيلاروسية والأوكرانية، المناطق الشرقية من بولندا، والتي لم تنخرط في عمليات عسكرية بعد، فانتهك السوفيات بذلك أحكام ميثاق عدم الاعتداء السوفياتي–البولندي. هدفت دبلوماسية الاتحاد السوفياتي إلى حماية الأقليات الأوكرانية والبيلاروسية التي تقطن بولندا في ظل الانهيار المتسارع للدولة البولندية.
في الشرق، لم تتمكن قوات الدفاع الحدودية البولندية (المؤلفة من 25 كتيبة) من الدفاع عن حدود البلاد، بالإضافة إلى إصدار القائد الأعلى للقوات المسلحة، إدفارد ريدز شميغوي، أوامرًا بالانسحاب وعدم الاشتباك مع السوفيات. لم تمنع الأوامر السابقة وقوع بعض الاشتباكات والمعارك الصغيرة، مثل معركة الدفاع عن غرودنو التي انخرط فيها الجنود والسكان المحليون. قتل السوفيات عددًا من البولنديين، من بينهم سجناء حرب كالجنرال يوزف أولشينا فيلتشينسكي. انتفض الأوكرانيون ضد البولنديين، ونظمت الفصائل الشيوعية تمردات محلية، مثلما حدث في سكيدزيل، حيث تعرض البولنديون للنهب والقتل. نظمت المفوضية الشعبية للشؤون الداخلية تلك الفصائل على الفور.
قبل وصول دعم الفصائل السوفياتية من الشرق، اقتضت خطة التراجع العسكري البولندية الدفاع ضد ألمانيا في القسم الجنوبي الشرقي من بولندا (قرب الحدود الرومانية) على المدى الطويل، وانتظار هجوم الحلفاء الغربيين على حدود ألمانيا الغربية بهدف تخفيف الضغط على الجبهة البولندية. على أي حال، ارتأت الحكومة البولندية استحالة استمرارها بالدفاع عن الحدود. برز نوعٌ من الثأر ضد الاستسلام لألمانيا أو الدخول في محادثات سلام معها، فطُلب من جميع الوحدات إخلاء بولندا وإعادة التموضع في فرنسا.
في تلك الفترة، حاولت القوات البولندية التحرّك نحو منطقة العبور الرومانية، والاستمرار بمقاومة الغزو الألماني من هناك.